# Constance Coline
Constance Coline, née le 2 janvier 1898 à Paris et morte le 12 mars 1982 dans la même ville, est une écrivaine française.

## Biographie
Colette Mayer-Grunbaum, née le 2 janvier 1898 à Paris, prendra pour nom de plume celui de Constance Coline. Elle naît dans une famille aisée qui fréquente les milieux artistiques. Elle est proche de Jacques Rigaut, René Clair, Aragon, Drieu la Rochelle. Après avoir perdu à la guerre Maxime François-Poncet, son amour de jeunesse, elle épouse Philippe Clément (son témoin est Léon Blum).
Après avoir fait des études de médecine, elle publie, sous pseudonyme, un roman de mœurs, Chacun pour soi, en 1932.

## Publications

### Romans
- Chacun pour soi, Plon, 1932
- La main passe, Flammarion, 1934  — critique de André Billy dans La Femme de France, 5 aout 1934, p. 18 lire en ligne sur Gallica
- Nathalie ou le clair-obscur, La Jeune Parque, 1945
- Le Jardin des fées, La Jeune Parque, 1946
- Et même un peu farouche, Denoël, 1962

### Théâtre
- Septembre, Théâtre du Vieux Colombier, 1938
- Éblouissement, d'après The Shining Hour de Keith Winter, adaptation de Constance Coline, Théâtre des Arts (Hébertot), 1936
- Le Chien de pique, Théâtre Gramont, 1949
- Isabelle d’Afrique (avec Lucienne Favre), Théâtre Montparnasse, 1939
- La Duchesse d'Algues, d'après Peter Blackmore, adaptation Constance Coline, Théâtre Michel, 1952 et reprise 1956
- Bonne fête Esther, d'après  The Deep Blue Sea, pièce en trois actes de Terence Rattigan, adaptation de Constance Coline, Théâtre Gramont, 1953
- Pour le Meilleur et pour le Pire, d'après Clifford Odets, adaptation Constance Coline, Théâtre des Mathurins, 1955
- Le Prince Endormi, d'après Terrence Radigan, adaptation Constance Coline, Théâtre de la Madeleine, 1956
- Regrets éternels, Théâtre de l’œuvre, 1957
- La Paix du Dimanche, d'après Angry young man, de John Osborne, adaptation Constance Coline, Théâtre des Mathurins, 1958
- Le Vison à cinq pattes, d'après Peter Coke, adaptation Constance Coline, Théâtre Gramont, 1959
- Le Guilledou, d'après Michael Clayton Hutton, adaptation Constance Coline,Théâtre Michel, 1962
- Epitaphe pour Georges Dillon, d'après John Osborne, adaptation Constance Coline, Théâtre 347, 1969

### Radio
- La journée d'une étudiante

Cinema
- Co-dialoguiste du film C'est arrivé à Aden, de Michel BOISROND, adaptation d'un roman de Pierre Benoit Aux environs d'Aden

### Autobiographie
- Le Matin vu du Soir. De la Belle Époque aux années folles, Anthropos, 1980